# Heuvelton
Heuvelton es una villa ubicada en el condado de St. Lawrence en el estado estadounidense de Nueva York. En el año 2000 tenía una población de 804 habitantes y una densidad poblacional de 403 personas por km².

## Geografía
Heuvelton se encuentra ubicada en las coordenadas 44°37′6″N 75°24′22″O / 44.61833, -75.40611.

## Demografía
Según la Oficina del Censo en 2000 los ingresos medios por hogar en la localidad eran de $34,375, y los ingresos medios por familia eran $38,056. Los hombres tenían unos ingresos medios de $30,114 frente a los $20,982 para las mujeres. La renta per cápita para la localidad era de $16,276. Alrededor del 13.7% de la población estaban por debajo del umbral de pobreza.